# Ceres (bryggeri)
 For alternative betydninger, se Ceres. (Se også artikler, som begynder med Ceres)
56°9′21″N 10°11′24″Ø / 56.15583°N 10.19000°Ø
Ceres er et ølbrand og tidligere dansk bryggeri som var beliggende centralt i Aarhus. Det blev grundlagt i 1856 og er opkaldt efter den romerske gudinde for korn og frugtbarhed Ceres. Bryggeriet stoppede brygningen i november 2008 og produktionen blev flyttet til Odense og Faxe. 
Ceres er i dag en del af Royal Unibrew (til 2005 Bryggerigruppen), som har ca. 2.300 ansatte og en omsætning på 3,4 mia. kr.

## Ceres' historie
Ceres blev grundlagt i 1856 af M.C. Lottrup, N.S. Aagaard og Knud Redelien og var dengang det 7. bryggeri i Aarhus. 
Omkring 1857 trak N.S. Aagaard og Knud Redelien sig fra bryggeriets ejerskab, og M.C. Lottrup drev nu Ceres alene frem til sin død i 1868. Herefter overtog hans svigersøn, L. Christian Meulengracht, ejerskabet og drev det frem til omkring 1900. Han fulgte i M.C. Lottrup's fodspor, var mere internationalt orienteret og moderniserede bryggeriet. Op gennem 1870’erne moderniserede Meulengracht bryggeriet og byggede et nyt bryghus, maltkælder, kornmagasin og ishus, samt et nyt aftapperi.  
Det topmoderne bryggeri blev hurtigt kendt for at producere kvalitetsøl og blev kendt uden for bygrænserne. 
I 1898 skiftede ejerskabet af Ceres over til den nystiftede koncern Østjydske Bryggerier A/S, som også omfattede Horsens Bajersk og Hvidtøl Bryggeri, Bryggeriet Vejle og Bryggeriet Fredericia med Oscar Møller som ny direktør. På grund af dets størrelse blev Ceres valgt som Østjydske Bryggerier A/S's hovedsæde, mens produktionen ellers fortsatte på de enkelte bryggerier i Fredericia, Horsens og Vejle. 
I 1914 fik Ceres anerkendelse som Leverandør til det Kongelige Danske Hof. 
I midten af 1920'erne gennemgik Ceres en modernisering, og mange af de gamle maskiner i produktionen blev udskiftet med den nyeste teknologi, f.eks. blev træfadene i lagerkældrene udskiftet med aluminiumstanke, men også hestekøretøjer blev skiftet ud med salgsbiler, og Ceres overtog selv distributionen af alt øl. 
I 1950 blev Ceres' pilsnerøl døbt Top, hvilket mange antog stod for "Tradition Og Påpasselighed". 
I 1956 ændrede Østjydske Bryggerier A/S navn til Ceres Bryggerierne A/S og i 1964 henholdsvis 1965 overtog Ceres Bryggerierne Bryggeriet Vendia og A/S Pompus Fabrikkerne på Amager, hvor de etablerede deres hovedkontor på sidstnævnte adresse, som dog blev afviklet igen i 1989.
I 1985 introduceres luksusøllen Royal Export, som samme år bliver "Årets øl", ligesom salget af øllet går godt. 
I 1996 tog Ceres et nyt, moderne og prisbelønnet bryghus i brug, som fordoblede kapaciteten til 150 mio. liter øl om året. 
I 2008 blev produktionen flyttet til Odense og Faxe, og bryggeriet i Aarhus lukkede efter 152 års ølproduktion.
Bryggeriet og fabrikkens tidligere arealer er siden juni 2012 under byudvikling med uddannelsesinstitutioner, beboelser, bygninger til erhverv og et nyt parkområde. Området kendes nu som CeresByen.

## Øl
- Royal Export (kåret til årets øl i 1985)
- Royal Classic
- Royal Pilsner
- Royal Økologisk Pilsner
- Royal Stout
- Royal Brown Ale
- Royal Red
- Royal X-Mas Blå
- Royal X-Mas Hvid (lanceret i 1969 af Thor Bryggerierne i Randers)
- Royal Easter
- Havskum
- Ceres Jule-hvidtøl
- Ceres Top Pilsner
- Ceres Red Erik
- Ceres Dortmunder (var tidligere det stærkeste øl brygget i Danmark, med 7.8 volproc. Blev dog overhalet af Wiibroes Årgangsøl i 1989. Har tidligere været markedsført under navnet "Royal Selection", og i Italien kaldet "Strong Ale".)

Ceres-mærket er specielt populært i Italien, hvor det er den største importøl. Royalserien stammer oprindeligt fra Ceres. 
Alle Royalprodukterne brygges i dag på Albani- og Faxebryggerierne, men der findes stadig et Ceres kontor i CeresByen.